# Columbus (Comic)

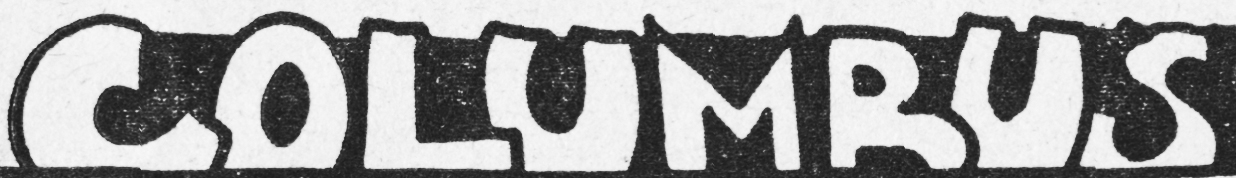
Schriftzug aus einer Zeitungsausgabe

Columbus ist ein österreichischer Comicstrip, der von Norbert Kienbeck gezeichnet und von Ferdinand Rieder verfasst wurde. Die Strips wurden erstmals 1979 in der Kronenzeitung veröffentlicht und später auch in Sammelbänden zusammengefasst. Ab den frühen 1980er Jahren übernahm Werner Kellner die Aufgaben von Norbert Kienbeck.

## Handlung
Der Titel der Comicreihe bezieht sich auf einen Raben mit Namen Columbus. Anfangs verbrachte er seine Zeit damit, sich mit dem Wetterhahn Johan zu unterhalten, der auf einer Turmspitze stand. Als in den Turm ein Zauberer namens Alchimedes einzog, machte dieser Columbus zu seinem Assistenten und Johan tauchte ab da in immer weniger Geschichten auf. Es tauchten auch wiederkehrende Charaktere wie der Hase Harald, Igor der Igel, Columbus Freundin Wilma Taube und sein Vetter Elster auf, doch aufgrund der Entwicklung von Alchimedes (kurz Alchi) zum Hauptcharakter der Reihe verschwanden diese bald wieder von der Bildfläche, obwohl Columbus als Name des Comics beibehalten wurde.

## Hauptcharaktere
- Columbus: Ihm wurde kein bestimmter Wohnort zugesprochen; er saß anfangs nur auf dem Wetterhahn Johan und sprach mit ihm über die Vorzüge des Vogellebens. Als Alchi aber in den Turm einzog, wurde Columbus zu seinem Assistenten (da ihn als Junggesellen durch ein missglücktes Experiment niemand vermissen würde). Mit der Zeit wurde Columbus vom Titelhelden zum Handlanger, trat aber dennoch regelmäßig in den Strips auf.
- Alchimedes: Alchi ist ein Nachfahre von Archimedes und hatte sich anfangs der Wissenschaft verschrieben. Das Geheimnis seiner Beliebtheit lag an seiner Vielseitigkeit, da er verschiedene Berufe ausübte. So war er beispielsweise Zauberer, Gastwirt, Forscher und Polizist. All diese Aufgaben erfüllte er mit höchst fragwürdigen Methoden, sodass die Leser sich oft fragten, ob er wirklich so intelligent war, wie er behauptete.

## Besonderes
Zu Beginn spielten sich die Geschichten lediglich um den Turm oder der näheren Umgebung ab. Bald schon weitete sich das Umfeld jedoch auf Reisen um die Welt, durch die Zeit und sogar durch den Weltraum aus. Zwar bezogen sich die Erfinder bei ihren Geschichten selten auf aktuelle Themen, doch konnte es vorkommen, dass in manchen Strips nicht nur Geschehnisse aus jüngster Zeit verwendet wurden, sondern dass auch noch lebende Personen darin auftauchten. Auch Gastauftritte historischer, biblischer und popkultureller Berühmtheiten kamen vor, darunter David Livingstone, Kain und Abel oder der Kasperl. Auch der österreichische TV-Kommissar Kottan hatte einen Auftritt. Jeder einzelne Strip (der meist aus vier Bildern bestand) war meist in sich abgeschlossen, doch konnte es auch vorkommen, dass sich eine Handlung über mehrere Strips zog. Hierbei wurden auch Handlungsbestandteile von Büchern oder Filmen verwendet wie Dracula, Indiana Jones und der Tempel des Todes, Meuterei auf der Bounty, Der Name der Rose oder Der Kurier des Zaren.

## Humor
In den Strips wird nahezu jede Art von Humor verwendet wie etwa Sprichwörter, Wortwitze (so wird beispielsweise ein Floß durch einen Laib Ankerbrot davor bewahrt, gegen einen Felsen zu fahren) oder sogar der Anschein, dass die Figuren wussten, dass sie nur in einem Comic vorkamen. Dabei versuchten sie bewusst, nicht witzig zu sein, was aber durch geringe Andeutungen wie etwa ein Brotscherzl wieder zunichtegemacht wurde. Auch konnten manche Witze etwas brutal verstanden werden, da Alchi während einer Zeitreise in einem Strip meinte, ein kleines Dorf würde mal eine Metropole voller Leute mit strahlenden Gesichtern werden, worauf im letzten Bild auf dem Ortsschild Tschernobyl zu lesen war. In einer Geschichte fragte sich ein Schneemann auch: „Gibt es ein Leben nach dem Winter?“ nach der Frage: „Gibt es ein Leben nach dem Tod?“

## Trivia

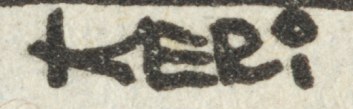
„Keri“-Signatur

- Unter jedem letzten Bild des Strips war die Unterschrift „Kiri“ zu sehen; ein Kürzel für die Nachnamen der Erfinder Kienbeck und Rieder. Später lautete das Kürzel „Keri“ für Kellner/Rieder.
- Manche Columbus-Witze wurden in den Comics „Leo, der Rabe“ und „Daniel und Florian“ wiederverwendet, die von denselben Autoren stammen und in der Goldi-Zeitung der österreichischen Creditanstalt veröffentlicht wurden.